# Karl Heinz Willschrei
Karl Heinz „Axel“ Willschrei (* 18. März 1939 in Homberg; † 25. Mai 2003 in Altea bei Alicante, Spanien) war ein deutscher Drehbuchautor und Produzent beim Fernsehen, sein Spezialgebiet waren Krimiserien.

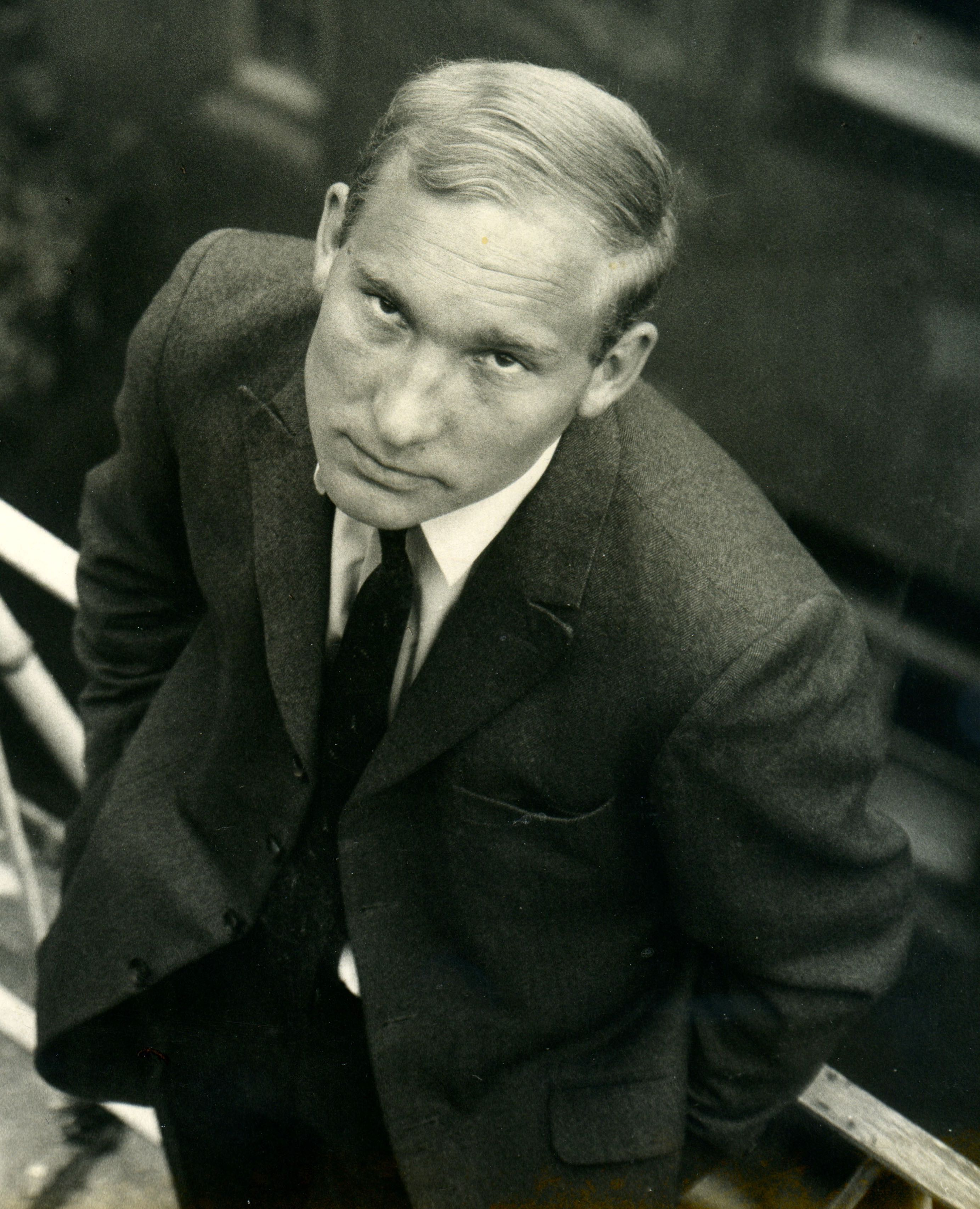
Willschrei ca. 1970

## Leben und Wirken
Willschrei wurde bereits 1942 Halbwaise, sein Vater fiel im Krieg. Er wuchs mit der Mutter in einem Arbeiterviertel von Essen auf. Nach dem Abitur studierte er in München und Wien Theaterwissenschaft, Germanistik, Philosophie und Zeitungswissenschaft. 1965 promovierte er mit einer Arbeit über Die poetischen Gattungen und ihr Verhältnis zur Bühne. Während seines Studiums hatte Willschrei als Volontär bei der Neuen Ruhr Zeitung erste Erfahrungen als Journalist gesammelt und wirkte auch als Regieassistent an einem Wiener Kellertheater. Seine Medienlaufbahn begann Willschrei bei der Bavaria Film, wo er von 1970 bis 1973 als Abteilungsleiter für internationale Co-Produktionen tätig war.
Seit 1965 schrieb Willschrei Drehbücher für das Fernsehen, von Anbeginn häufig in Zusammenarbeit mit Georg Althammer, und spezialisierte sich rasch auf das Krimi-Genre. Als freier Schriftsteller machte er sich 1974 selbständig und gründete die Firma teamfilm, um „mehr Einfluss auf die filmische Umsetzung seiner Stoffe zu haben“. 1976 gründete er gemeinsam mit Althammer die Produktionsfirma Monaco-Film, die in den folgenden Jahren zur Monaco-Gruppe ausgebaut und einer der führenden Fernsehkrimi-Produzenten werden sollte.
Als Drehbuchautor verfasste Willschrei Mehrteiler bzw. Serien wie Alexander Zwo, Härte 10, Lobster und zahlreiche Tatort-Filme, darunter die Klassiker Zweikampf und Rot – rot – tot und eine Reihe von Einzelproduktionen. Außerdem war er als Autor an den ARD-Vorabendserien Graf Yoster gibt sich die Ehre und Die seltsamen Methoden des Franz Josef Wanninger beteiligt. Später arbeitete er für die ZDF-Krimireihen Ein Fall für zwei und Der Alte und zeichnete für die SAT.1-Serie Wolffs Revier (auch als Produzent) verantwortlich. Für letztgenannten Sender schuf er auch die Serien A.S. – Gefahr ist sein Geschäft und Ein Mord für Quandt.
Für die 1993 ausgestrahlte Folge Poker aus der Reihe Wolffs Revier erhielt er den Bayerischen Fernsehpreis. Für die gesamte Serie erhielt er zusammen mit Jürgen Heinrich, Klaus Pönitz und Gerd Wameling 1993 den Adolf-Grimme-Preis mit Bronze.
Mehrere der von ihm geschriebenen bzw. produzierten TV-Einzelproduktionen und Mehrteiler, darunter drei Arbeiten Ilse Hofmanns in den 80er Jahren, waren Abenteuergeschichten und spielten an exotischen Schauplätzen. Willschrei hat in seiner fast 35-jährigen Fernsehkarriere nahezu 150 Drehbücher geschrieben.
Karl Heinz Willschrei war drei Mal verheiratet: Zuerst heiratete er seine Studienfreundin Christine Witsch. In zweiter Ehe war er mit der Schauspielerin Angelika Bender verheiratet. Seine dritte Ehe ging er mit Hildegard Zimmermann ein, mit der er von 1988 bis zu seinem Tod zusammenlebte.

## Filmografie
beim Fernsehen als Drehbuchautor
- 1965/1966: Der Nachtkurier meldet

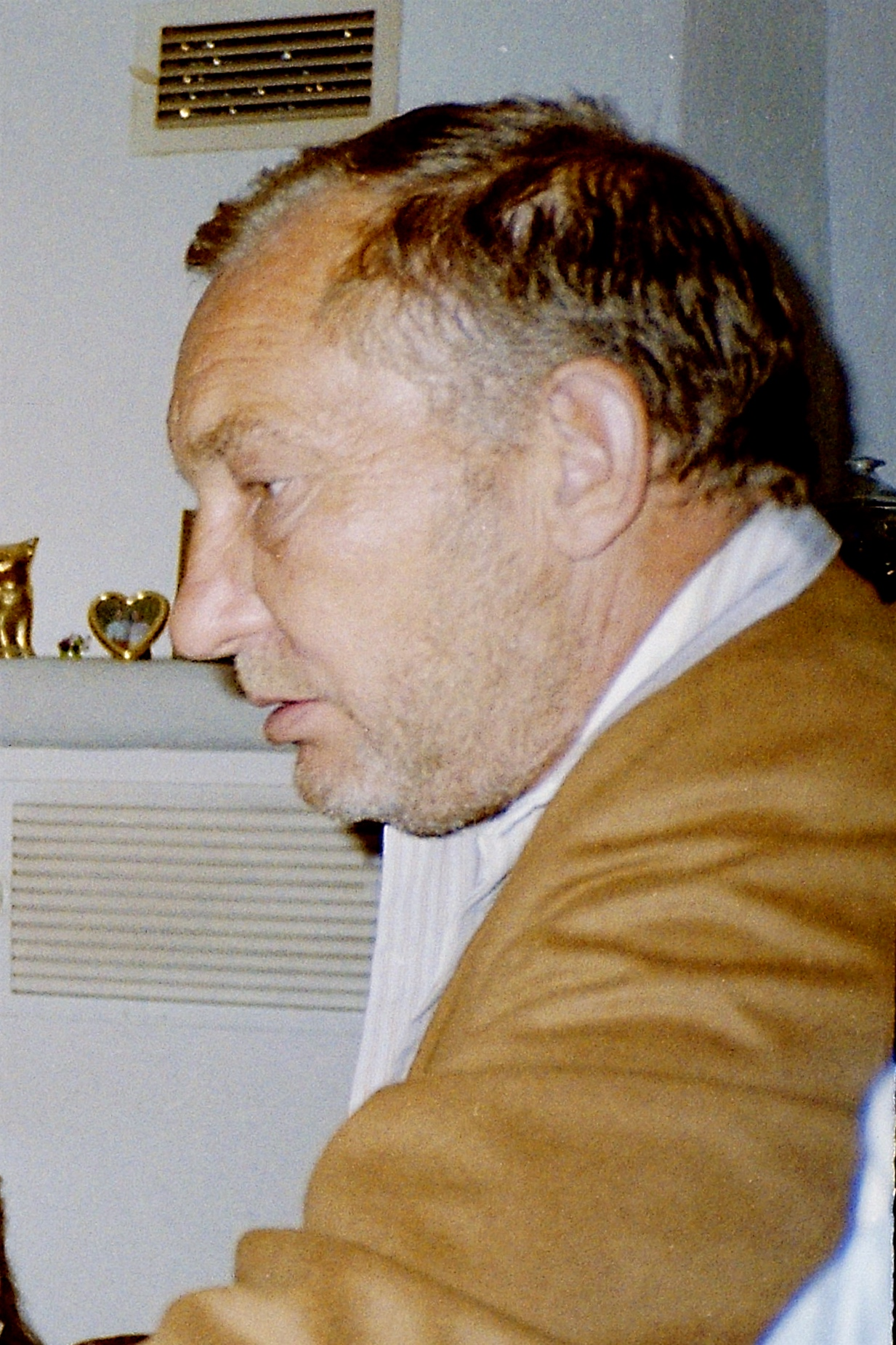
Karl-Heinz (Axel) Willschrei im Mai 1990

- 1966–1970: Die seltsamen Methoden des Franz Josef Wanninger
- 1967–1974: Graf Yoster gibt sich die Ehre
- 1970: Heißer Sand
- 1971: Ferdy und Ferdinand
- 1972: Alexander Zwo (Sechsteiler)
- 1972: Okay S.I.R. (Serie)
- 1973: Tatort: Kressin und die zwei Damen aus Jade
- 1974: Tatort – Acht Jahre später
- 1974: Tatort – Zweikampf
- 1974: Härte 10 (Fünfteiler) (auch Mitproduktion)
- 1975: Tatort – Die Abrechnung
- 1976: Tod im November (Die Wölfin vom Teufelsmoor) (Kinofilm; UA: 1978)
- 1976: Lobster
- 1977: Tatort – Drei Schlingen
- 1977: Tatort – Rot – rot – tot
- 1977–1979: Der Alte
- 1978: Schwarz und weiß wie Tage und Nächte
- 1979: Das Ziel – Regie: Hartmut Griesmayr
- 1979: Tatort – Zweierlei Knoten
- 1980: Tatort – Mit nackten Füßen
- 1981–1999: Ein Fall für zwei
- 1983: Dingo
- 1984: Die andere Seite des Mondes
- 1984: Das Gespinst
- 1985: Tatort – Miese Tricks
- 1985: Die Andere
- 1986: Die zwei Gesichter des Januar (Kinofilm)
- 1989–1991: Eurocops
- 1992–1993: Wolffs Revier (auch Mitproduktion)
- 1994–1998: A.S. – Gefahr ist sein Geschäft (auch Mitproduktion)
- 1995: Die Falle
- 1995: Das Schwein – Eine deutsche Karriere (auch Mitproduktion)
- 1996: Agentenfieber (auch Mitproduktion)
- 1997: Der dreckige Tod (auch Mitproduktion)
- 1999: Der Kopp